# Jim Bannon
James Shorttel Bannon, detto Jim (Kansas City, 9 aprile 1911 – Ventura, 28 luglio 1984), è stato un attore statunitense.

## Vita privata
Dal 1938 al 1950 è stato sposato con l'attrice Bea Benaderet. La coppia ha avuto due figli, Jack (1940-2017) e Maggie. Dal 1961 al 1981 è stato sposato con Barbara Cork.

## Filmografia parziale

### Cinema
- Stanotte e ogni notte (Tonight and Every Night), regia di Victor Saville (1945)
- Le campane suonano all'alba (I Love a Mystery), regia di Henry Levin (1945)
- Out of the Depths, regia di D. Ross Lederman (1945)
- The Devil's Mask, regia di Henry Levin (1946)
- The Unknown, regia di Henry Levin (1946)
- A sangue freddo (Johnny O'Clock), regia di Robert Rossen (1947)
- The Thirteenth Hour, regia di William Clemens (1947)
- Il cerchio si chiude (Framed), regia di Richard Wallace (1947)
- T-Men contro i fuorilegge (T-Men), regia di Anthony Mann (1947)
- Trail to Laredo, regia di Ray Nazarro (1948)
- S.O.S. jungla! (Miraculous Journey), regia di Sam Newfield (1948)
- Non si può continuare ad uccidere (The Man from Colorado), regia di Henry Levin (1948)
- Ride, Ryder, Ride!, regia di Lewis D. Collins (1949)
- Roll, Thunder, Roll!, regia di Lewis D. Collins (1949)
- The Fighting Redhead, regia di Lewis D. Collins (1949)
- Cowboy and the Prizefighter, regia di Lewis D. Collins (1949)
- Jiggs and Maggie Out West, regia di William Beaudine (1950)
- Mani insanguinate (Sierra Passage), regia di Frank McDonald (1950)
- Ridin' the Outlaw Trail, regia di Fred F. Sears (1951)
- Wanted: Dead or Alive, regia di Thomas Carr (1951)
- Canyon Raiders, regia di Lewis D. Collins (1951)
- Nevada Badmen, regia di Lewis D. Collins (1951)
- Stagecoach Driver, regia di Lewis D. Collins (1951)
- Unknown World, regia di Terry O. Morse (1951)
- Lawless Cowboys, regia di Lewis D. Collins (1951)
- Rodeo, regia di William Beaudine (1952)
- Il fantasma dello spazio (Phantom from Space), regia di W. Lee Wilder (1953)
- La frusta di sangue (The Great Jesse James Raid), regia di Reginald Le Borg (1953)
- Jack Slade l'indomabile (Jack Slade), regia di Harold D. Schuster (1953)
- Il maggiore Brady (War Arrow), regia di George Sherman (1953)
- Cordura (They Came to Cordura), regia di Robert Rossen (1959)
- La veglia delle aquile (A Gathering of Eagles), regia di Delbert Mann (1963)

### Televisione
- The Adventures of Kit Carson – serie TV (1952)
- Ethel and Albert – serie TV (1953)
- Wild Bill Hickok (The Adventures of Wild Bill Hickok) – serie TV (1953)
- Le avventure di Rex Rider (The Range Rider) – serie TV (1951-1953)
- Le avventure di Gene Autry (The Gene Autry Show) – serie TV (1950-1954)
- Hawkins Falls, Population 6200 – serie TV (1950-1955)
- Le avventure di Campione (The Adventures of Champion) – serie TV (1955-1956)
- Annie Oakley – serie TV (1956)
- Il cavaliere solitario (The Lone Ranger) – serie TV (1950-1957)
- Le avventure di Rin Tin Tin (The Adventures of Rin Tin Tin) – serie TV (1957)
- Maverick – serie TV (1957)
- Zorro – serie TV, episodio 1x19 (1958)
- Casey Jones – serie TV (1957-1958)
- Furia (Fury) – serie TV (1958)
- Le leggendarie imprese di Wyatt Earp (The Life and Legend of Wyatt Earp) – serie TV (1957-1958)
- Tales of Wells Fargo – serie TV, episodio 3x32 (1959)
- Mackenzie's Raiders – serie TV (1958-1959)
- Avventure in fondo al mare (Sea Hunt) – serie TV (1959)
- The Rough Riders – serie TV, episodio 1x35 (1959)
- Ispettore Dante (Dante) – serie TV, episodio 1x05 (1960)
- Thriller – serie TV (1961-1962)
- The Wide Country – serie TV, episodio 1x23 (1963)
- Carovane verso il west (Wagon Train) – serie TV (1958-1963)
- Lassie – serie TV (1957-1963)
- Death Valley Days – serie TV (1965)